# Marco Luzzago
Marco Luzzago (Brescia, 1950 – Macerata, 7 juni 2022) was een Italiaans edelman, die op 8 november 2020 werd verkozen tot luitenant-grootmeester van de Orde van Malta.

## Levensloop
Luzzago volbracht zijn middelbare studies aan het Instituut van de franciscanen in Brescia. Hij studeerde vervolgens gedurende verschillende jaren geneeskunde aan de universiteiten van Padua en Parma. Hij onderbrak deze studies om de familiebelangen te behartigen. Hij ontwikkelde hierdoor activiteiten in de industrie gericht op de consument en in de grootdistributie.
Luzzago overleed op 71-jarige leeftijd.

## Orde van Malta
In 1975 werd hij, als ridder van eer en devotie, lid van de Orde van Malta, in de grootpriorij van Lombardije en Venetië. Hij sprak plechtige geloften uit in 2003 als ridder van justitie. Voortaan nam hij deel aan de internationale bedevaarten van de Orde naar Lourdes, Assisi en Loreto.
Vanaf 2010 wijdde hij zijn activiteiten voltijds aan de Orde, zich hierbij bekommerend om de commanderij in de regio Marca (Calabrië). In 2011 werd hij Commandeur van Justitie in de Grootpriorij van Rome, als vertegenwoordiger van de Noordelijke priorijen en als hoofdverantwoordelijke voor de bibliotheek van de Orde.
In 2017 werd hij raadsheer bij de Italiaanse associatie van de Orde van Malta.
Op 8 november 2020 werd hij, voor de duur van één jaar, verkozen tot luitenant-grootmeester van de Orde, in opvolging van interim luitenant-grootmeester Ruy Gonçalo do Valle Peixoto de Villas Boas.
Marco Luzzago is verwant met de heilig verklaarde paus Paulus VI.